# Церковь Святого Георгия (Карашамб)
Церковь Святого Георгия (арм. Սուրբ Գեւորգ եկեղեցի, Сурб Геворг екегхеци) — армянская апостольская церковь в селе Карашамб, Котайкской области Армении.

## История
Построен VII веке. Церковь Сурб Геворг находится в полуразрушенном состоянии. За ней никто не следит. От церкви осталась лишь северная часть здания.
Церковь имеет вид триконха с удлиненным западным рукавом. Углы примыкания апсид снаружи срезаны, а внутри имеют выступы в виде полупилястров. Переход от подкупольного квадрата к куполу осуществлён тромпами. На стенах церкви есть надписи, сделанные мастерами. Из декора памятника сохранились наличники окон с растительным орнаментом